# Francis Moore (Eishockeyspieler)
Francis William „Dinty“ Moore (* 29. Oktober 1900 in Port Colborne, Ontario; † 21. Januar 1976 in Morgan’s Point, Ontario) war ein kanadischer Eishockeytorwart, - schiedsrichter und -funktionär.  

## Karriere
Francis Moore begann seine Karriere als Eishockeyspieler bei den Toronto Canoe Club Paddlers, mit denen er 1920 den Memorial Cup gewann. Von 1930 bis 1935 spielte der Torwart für die Port Colborne Sailors aus der Ontario Hockey Association. Anschließend lief er für die Toronto British Consols auf, ehe er 1936 Kanada mit den Port Arthur Bearcats bei den Olympischen Winterspielen repräsentierte. Im Anschluss an das Turnier spielte er ein Jahr lang für die Toronto Goodyears in der OHA. Von 1942 bis 1945 war er Präsident der Ontario Hockey Association, während er selbst auch als Schiedsrichter in deren Seniorenmeisterschaft tätig war. 
Seit dem Jahr seines Todes, 1976, wird die nach ihm benannte F. W. „Dinty“ Moore Trophy an den besten Rookietorwart der kanadischen Top-Juniorenliga Ontario Hockey League vergeben. Ein Teil seiner Olympiaausrüstung von 1936 ist in der Hockey Hall of Fame in Toronto ausgestellt. 

### International
Für Kanada nahm Moore an den Olympischen Winterspielen 1936 in Garmisch-Partenkirchen teil, bei denen er mit seiner Mannschaft die Silbermedaille gewann.

## Erfolge und Auszeichnungen
- 1920 Memorial-Cup-Gewinn mit den Toronto Canoe Club Paddlers
- 1936 Silbermedaille bei den Olympischen Winterspielen